# Mikael Damberg
Lars Mikael Damberg (født 13. oktober 1971 i Solna) er en svensk politiker for Socialdemokraterna, som har været riksdagsmedlem i Sverige siden 2002. Han blev valgt ind i riksdagen for Stockholms läns valgkreds på plads 114. Damberg har siden 23. februar 2012 været Socialdemokraternas gruppeleder, og var forbundsleder for Sveriges Socialdemokratiska Ungdomsförbund (SSU) i perioden 1999-2003.